# Phyllanthus multiflorus
Phyllanthus multiflorus är en emblikaväxtart som beskrevs av Jean Louis Marie Poiret. Phyllanthus multiflorus ingår i släktet Phyllanthus och familjen emblikaväxter. Inga underarter finns listade i Catalogue of Life.